# Knud V. Engelhardt
Knud Valdemar Engelhardt (født 11. februar 1882 i København, død 15. april 1931 på Frederiksberg) var en dansk arkitekt, designer og bogtrykker, der har haft stor betydning for dansk industrialiseret design. Hans livsværk er optaget i Kulturkanonen.
Engelhardts forældre var kasserer i Bikuben Valdemar Daniel Julius Engelhardt og Petrea Juliane Ellebye. Han tog præliminæreksamen, gik derefter på Teknisk Selskabs Skole i København og var i murerlære og blev svend med sølvmedalje. Han søgte optagelse på Kunstakademiet i 1901, kom i forberedelsesklasse oktober 1903, gik på Akademiets arkitekturskole i 3 semestre, men skiftede senere til dekorationsskolen (under Joakim Skovgaard), hvor han var fra 1911 til januar 1915. Sideløbende arbejdede han på forskellige tegnestuer. Han havde egen tegnestue fra 1909.
Han deltog i Kunstnernes Efterårsudstilling 1904-06, Charlottenborg Forårsudstilling 1927, 1929-30. En mindeudstilling blev afholdt i Kunstindustrimuseet i november 1931, og siden har der været visninger på Skandinavisk Designkavalkade, Gl. Dok 1967 og en separatudstillinger på Kunstindustrimuseet 1982.
Engelhardt fik K.A. Larssens stipendium 1906 og 1909, Krafts Præmie for Skønskrift (for Agnete og Havmanden) 1910, Akademiets store rejstestipendium 1922 og Eckersberg Medaillen 1927. Han rejste på stipendierne i Tyskland, Nederlandene og London 1905-06, i Paris, Norditalien og Tyskland 1910, i Java, Kina, Japan, Sibirien oktober 1923 – marts 1925.
Knud V. Engelhardt var Danmarks første i moderne forstand funktionalistiske arkitekt. Idet han tog sit udgangspunkt i Thorvald Bindesbøll og Joakim Skovgaard skabte han mulighed for en dansk tradition parret med et rationelt dansk formsprog inden for den demokratiske, industrialiserede masseproduktion. Hans tidlige død stoppede hans umiddelbare indflydelse på eftertiden, men mange senere designere har lært af hans formgivning, som den er tilgængelig i en bred vifte af produkter fra vejskilte, plakatsøjler og til bestik og typografier.
Engelhardt forblev ugift og er urnebegravet på Vestre Kirkegård.

## Værker
- Forslag til kilometersten (form, opstilling og omgivelser 1909-10, ikke gennemført)
- Sporvogne, København (11 motorvogne, bygget hos Scandia A/S 1910)
- Logo og ekslibris for Københavns Universitetsbibliotek (1912, sammen med heraldiker Anders Thiset)
- Landevejsskilte (1916, ikke mere i brug)
- Længehus, Højen, Skagen (1917)
- Basarbygningen i glas Flueøjnene ved Trommesalen, Vesterbro (1921, nedrevet)
- Ovnserie med standarddele (udført hos Rasmussen & Co., Odense 1922)
- Plakatsøjler og gadeskilte, Gentofte Kommune (1923, stadig i brug)
- Diverse tryksager for Kunstakademiet
- Kalligrafi, bog- og accidenstryk, typografier
- Plakater (bl.a. Sønderjysk Afstemning 1920)
- Signeter, bogejer- og forretningsmærker
- Skiltning (bl.a. automobillandevejsskilte 1916, ikke mere i brug)
- Tegninger til hvidsøm-syning, damaskvævning
- Spisebestik (bl.a. til Carl M. Cohr, Fredericia)
- Urskiver